# Боулдер-Флетс (Вайомінг)
Боулдер-Флетс (англ. Boulder Flats) — переписна місцевість (CDP) в США, в окрузі Фремонт штату Вайомінг. Населення — 450 осіб (2020).

## Географія
Боулдер-Флетс розташований за координатами 42°54′56″ пн. ш. 108°47′57″ зх. д. / 42.91556° пн. ш. 108.79917° зх. д. (42.915571, -108.799299).  За даними Бюро перепису населення США в 2010 році переписна місцевість мала площу 47,08 км², уся площа — суходіл.

## Демографія
Згідно з переписом 2010 року, у переписній місцевості мешкало 408 осіб у 130 домогосподарствах у складі 99 родин. Густота населення становила 9 осіб/км².  Було 144 помешкання (3/км²).
Расовий склад населення:
| - 73,3 % — корінних американців - 21,3 % — білих - 0,2 % — чорних або афроамериканців |

До двох чи більше рас належало 4,4 %. Частка іспаномовних становила 4,2 % від усіх жителів.
За віковим діапазоном населення розподілялося таким чином: 33,6 % — особи молодші 18 років, 56,4 % — особи у віці 18—64 років, 10,0 % — особи у віці 65 років та старші. Медіана віку мешканця становила 35,3 року. На 100 осіб жіночої статі у переписній місцевості припадало 87,2 чоловіків;  на 100 жінок у віці від 18 років та старших — 93,6 чоловіків також старших 18 років.
Середній дохід на одне домашнє господарство  становив 67 996 доларів США (медіана — 57 000), а середній дохід на одну сім'ю — 80 759 доларів (медіана — 69 167). Медіана доходів становила 37 083 долари для чоловіків та 36 458 доларів для жінок. За межею бідності перебувало 4,9 % осіб, у тому числі 6,2 % дітей у віці до 18 років та 0,0 % осіб у віці 65 років та старших.
Цивільне працевлаштоване населення становило 173 особи. Основні галузі зайнятості: мистецтво, розваги та відпочинок — 26,6 %, освіта, охорона здоров'я та соціальна допомога — 17,3 %, сільське господарство, лісництво, риболовля — 15,0 %.